# Ifan Williams (Cellist)
Ifan Williams (* 10. Juli 1945 in Halifax/Nova Scotia) ist ein kanadischer Cellist und Musikpädagoge.

## Leben
Der Sohn des Geigers Ifan Williams studierte von 1958 bis 1964 bei Edward Bisha und von 1964 bis 1966 an der Manhattan School of Music. Von 1961 bis 1962 war er Mitglied des National Youth Orchestra of Canada. In England war er Cellist des Bournemouth Symphony Orchestra (1967), der New Philharmonia of London (1968) und des London Symphony Orchestra (1969).
Nach seiner Rückkehr nach Kanada 1970 wurde er Erster Cellist des Atlantic Symphony Orchestra, des Kitchener-Waterloo Symphony Orchestra und des Startford Ensemble. Als Kammermusiker gehörte er u. a. dem  Classical Quartet of Montreal, der Musica Camerata Montreal, dem Canadian Chamber Ensemble und dem  Brunswick String Quartet an. Er war Artist in Residence an der University of New Brunswick, Professor für Cello an der Mount Allison University und der Ecole Normale de Musique in Montreal, Leiter des Maritime Conservatory of Performing Arts  und der Musique Royal and Opera Nova Scotia.